# Mort par ébouillantage
La  mort par ébouillantage (appelée aussi bouillage) est une ancienne méthode d'exécution. Elle était pratiquée essentiellement à la fin du Moyen Âge et à la Renaissance, à l'aide d'eau ou d'huile bouillante ou encore de poix portée à température élevée. Selon les récits chrétiens de la persécution subie dans l'Empire romain, plusieurs personnes ont également été ébouillantées pour leur foi.

## Présentation
Ce châtiment consistait à plonger le condamné dans un grand chaudron où l'on a fait bouillir de l'eau ou de l'huile. L'exécution pouvait être plus ou moins longue selon la vitesse à laquelle le bourreau descendait le condamné et selon le liquide utilisé. Il faut cependant préciser que, vu le prix de l'huile à cette époque, il est probable que ce soit de l'eau qui ait été utilisée le plus souvent. La poix a sans doute été également utilisée (c'est de la poix qui était en général versée sur les assaillants lors d'une attaque de place forte). Il était aussi possible d'allumer le feu sous la marmite après avoir plongé le condamné dans le liquide, la mort était ainsi plus lente. Ce châtiment fut pratiqué au Moyen Âge, le plus souvent sur la place du marché et essentiellement contre les faux-monnayeurs. Mais d'autres crimes pouvaient être punis par cette peine, on retrouve par exemple, au château du Plessis-Bourré, une figurine représentant le supplice d'une mère et de son fils coupables d'inceste.

## En France
Au XIIIe siècle, à propos des faux monnayeurs, Henri de Suse dit : « Il faut noter que celui qui falsifie la monnaie est brûlé ».
L'article 634 de la coutume de Bretagne, réformée en 1580, prévoyait que les faux monnayeurs fussent bouillis, puis pendus.
L'article 39 de la coutume de Loudun prévoyait que les faux monnayeurs fussent traînés, bouillis puis pendus.  

### Exemples
Extraits de Comptes royaux (1285-1314), publié par R. Fawtier et F. Maillard, tome I, Comptes généraux, Paris 1953. 
« Sénéchaussée d'Auvergne, compte rendu pour l'Ascension 1299.

Recettes.

"Des biens d'un faux-monnayeur naguère bouilli dans la prévôté* de Riom : 35 sous 2 deniers." »

« Bailliage de Vermandois, compte rendu à l'Ascension 1305.

Dépenses.

"Pour une marmite achetée afin de bouillir les faux-monnayeurs à Montdidier : 100 sous."

"Pour les dépenses faites par le prévôt* de Montdidier et plusieurs autres en recherchant tant des assassins que des faux-monnayeurs, pris et jugés : 42 livres 10 sous (on doit obtenir les noms des faux-monnayeurs et leurs biens, car ils doivent revenir au roi comme il est de règle)." »
« Bailliage de Vermandois, compte rendu à la Toussaint 1299.

Recettes.

"Des biens de Baudoin l'Orfèvre, bouilli et pendu pour faux-monnayage, vendus à Roye, pour partie : 43 livres 9 sous."  »
- Pierre le Mesnagier de Saint Malô bouilli en 1380 à Avranches
- Christophe Turgis, coquillard, bouilli à Paris au Marché aux Pourceaux en décembre 1456[4]
- Nicolas Dussault à Évreux en 1514 (échappe à la chaudière, mais est condamné à être essorillé et pendu)
- Jehan Ducouldray, maître orfèvre bouilli à l'eau place des Halles de Paris en avril 1527
- Laurens Stelle, de Venise bouilli à l'eau place des Halles de Paris en avril 1527
- Pierre Riveron, hôtelier à Suet, condamné à être bouilli mais finalement pendu place des Halles de Paris en avril 1527
- Jehan Thierry bouilli place des Halles de Paris en janvier 1587
- Louis Secrétain, orfèvre, bouilli dans l'eau, en réchappa, place principale de Tours en 1486
- Hélye de la Garde, bouilli Xainctes en Poitou en 1311
- Jehan Former, dit Jehan de Caors, artisan boutiquier, bouilli dans l'huile à Cahors en juillet 1542
- Rigal bouilli dans l'huile à Cahors vers 1545
- Bietremieu de Toskenne bouilli à Valenciennes au XVe siècle
- Ghillain de Mellin bouilli à Valenciennes en avril 1460
- Jean Hasart bouilli à Anzin-lès-Valenciennes en mai 1438
- Philippe Noton échappant à la chaudière il fut finalement pendu, à Maubeuge en 1434
- Nicolas Harache étranglé, jeté dans l'huile bouillante, pendu à Gand en décembre 1672[5],[6]

### Abolition
La peine du Bouillir, bien que tombée en désuétude, ne fut abrogée que le 25 septembre 1791, par article 35 du titre 1 de la 1re partie du code pénal.

## En Ouzbékistan
Le gouvernement ouzbek (en), à l'époque d'Islom Karimov, aurait fait bouillir vivants des opposants politiques. Le département d'État américain écrit à ce sujet en 2004 : « au cours de l'année, il n'y a pas eu de suites ou d'enquêtes concernant les décès en détention en 2002 suivants : Mirzakomil Avazov et Khusnuddin Olimov, membres du Hizb ut-Tahrir qui ont été torturés à mort à la prison de Jasliq (en) au Karakalpakstan, occasionnant de graves ecchymoses et brûlures [...] apparemment causées par l'immersion dans l'eau bouillante. ». 

## Exemples célèbres

### Personnages de fiction
- Dans le conte Ali Baba et les quarante voleurs, Morgiane tue les voleurs en les ébouillantant à l'huile.
- Dans le manga One Piece, Oden Kozuki, ainsi que ses vassaux, sont condamnés à être ébouillantés dans de l'huile, mais Oden réussit à survivre une heure dans le bouillon tout en portant une planche en bois avec ses vassaux positionnés dessus. Tandis que les vassaux réussissent à s'enfuir grâce à Oden, ce dernier est néanmoins exécuté par balle par Kaido.
- Dans le roman Shogun de James Clavell, Pieterzoon est tranquillement ébouillanté dans un chaudron d'eau sur les ordres du daimyo Kasigi Yabu.